# 濱川崎站
濱川崎站（日语：／ Hama-Kawasaki eki */?）是一個位於神奈川縣川崎市川崎區，屬於東日本旅客鐵道（JR東日本）、日本貨物鐵道（JR貨物）的鐵路車站。

## 停站路線
停站路線有東海道本線（貨物支線）、南武線（濱川崎支線、旅客導覽是「南武支線」）、鶴見線3條路線，當中東海道本線是此站的所屬線。但是旅客營業只有南武線與鶴見線，是兩條路線的轉乘站。此站位於川崎市內，但是根據特定都區市內制度被視為「橫濱市內」的車站。南武支線的車站編號是JN 54、鶴見線是JI 08。
通往東京貨物總站方向的東海道本線支線供貨物列車專用。此東海道本線支線與南武線濱川崎支線結合成東海道貨物線，2條路線之間可以在此站互相停靠，並且可以直通運行的構造。

## 車站結構

### 旅客站
南武線與鶴見線的旅客站因道路分隔而分開了站舍，兩邊皆為無人站。
兩條路線都是島式月台1面2線的地面車站，南武線側是1、2號月台，鶴見線側是3、4號月台。

### 月台配置
| 月台       | 路線   | 方向 | 目的地         |
| ---------- | ------ | ---- | -------------- |
| 南武線月台 |        |      |                |
| 2          | 南武線 | 支線 | 尻手方向       |
| 鶴見線月台 |        |      |                |
| 3          | 鶴見線 | 下行 | 昭和、扇町方向 |
| 4          | 鶴見線 | 上行 | 國道、鶴見方向 |

（來源：JR東日本:車站構內圖 （页面存档备份，存于））
- 1號月台只供貨物列車通過，實際上不存在。

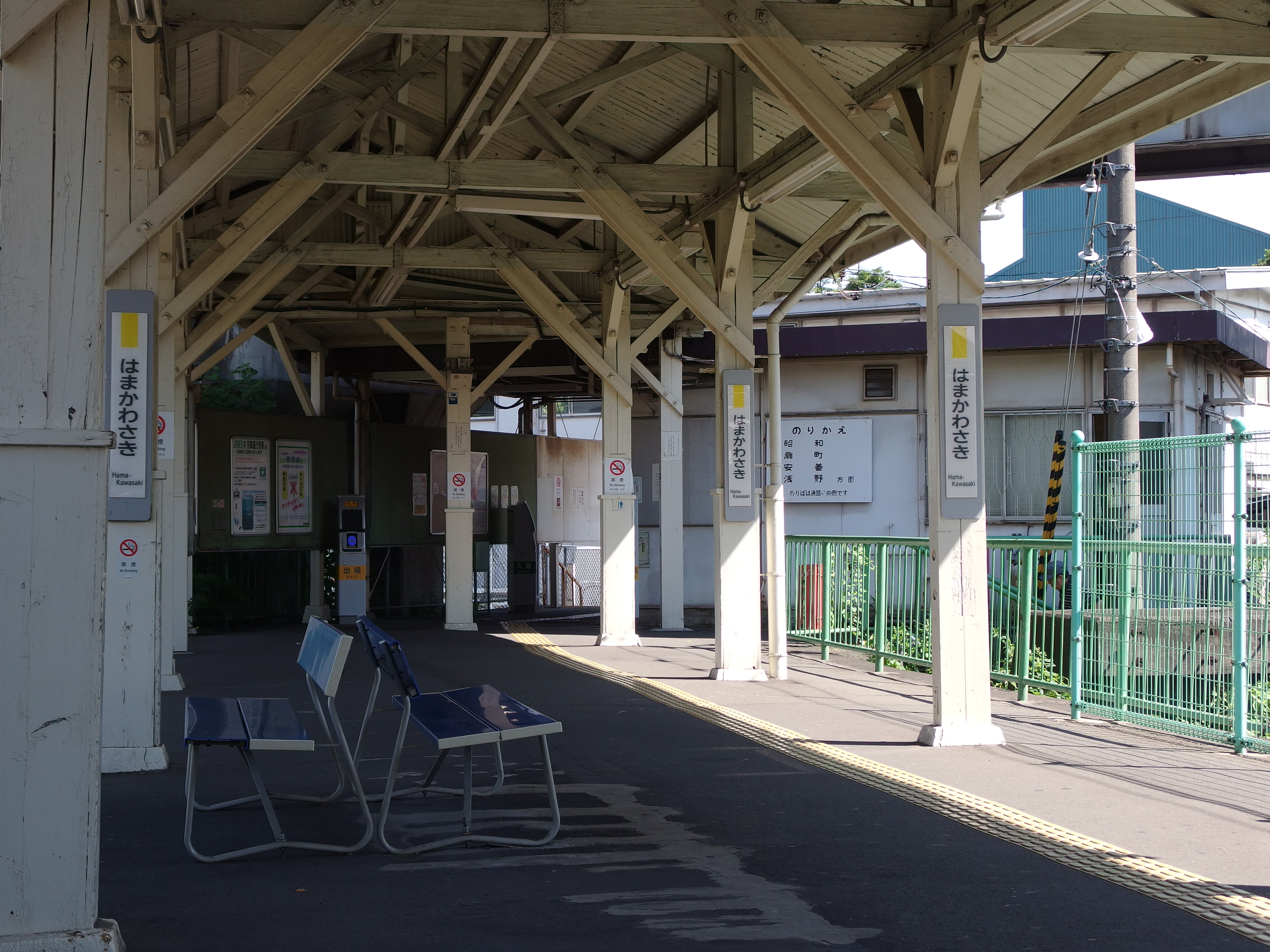
鶴見線車站入口（2015年9月）
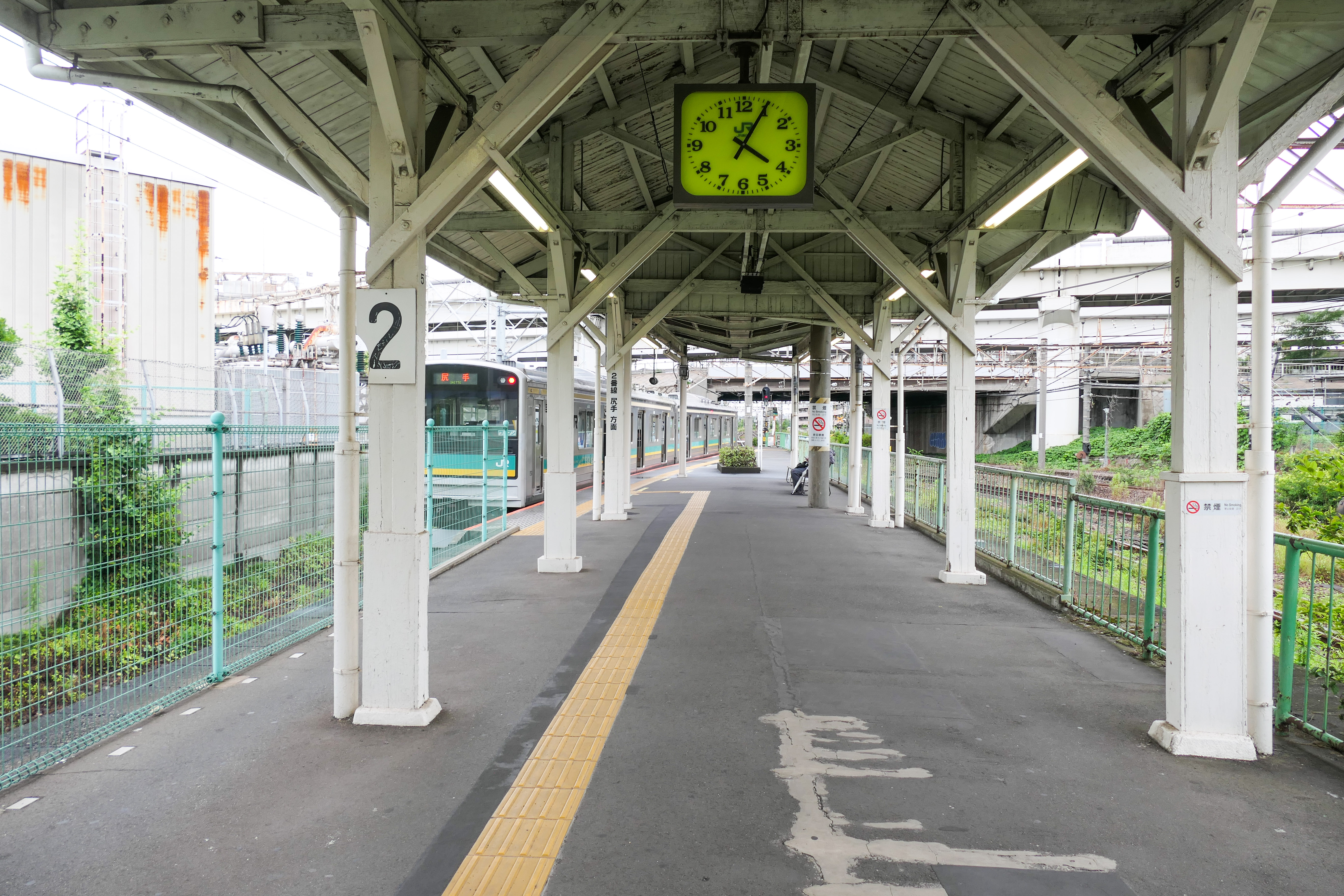
南武線月台（2021年6月）
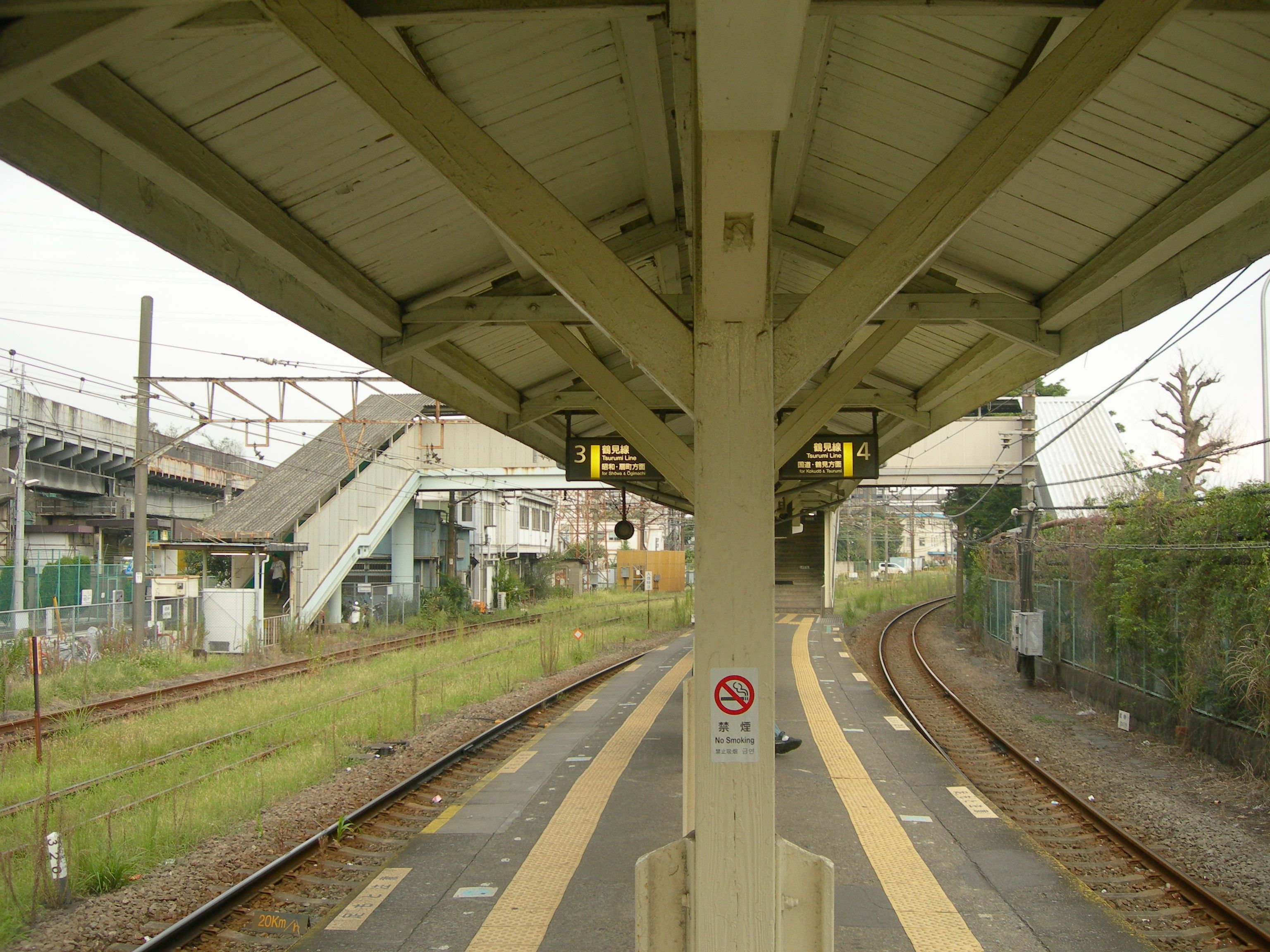
鶴見線月台（2010年5月）

### 貨物站
JR貨物的貨物站位於旅客站的東側，設有JR貨物的站員駐守（委托神奈川臨海鐵道濱川崎運輸所）。

## 使用情況

### JR東日本
2008年度的1日平均上車人次為2,606人。
近年的推移如下表。
| 年度               | 1日平均 上車人次 | 來源     |
| ------------------ | ---------------- | -------- |
| 1995年（平成07年） | 2,107            |          |
| 1996年（平成08年） | 1,780            |          |
| 1997年（平成09年） | 1,739            |          |
| 1998年（平成10年） | 1,715            | [ * 1 ]  |
| 1999年（平成11年） | 1,694            | [ * 2 ]  |
| 2000年（平成12年） | 1,669            | [ * 2 ]  |
| 2001年（平成13年） | 1,697            | [ * 3 ]  |
| 2002年（平成14年） | 1,791            | [ * 4 ]  |
| 2003年（平成15年） | 1,828            | [ * 5 ]  |
| 2004年（平成16年） | 1,905            | [ * 6 ]  |
| 2005年（平成17年） | 1,996            | [ * 7 ]  |
| 2006年（平成18年） | 2,139            | [ * 8 ]  |
| 2007年（平成19年） | 2,422            | [ * 9 ]  |
| 2008年（平成20年） | 2,606            | [ * 10 ] |

※無人站沒有正確數值的把握，2009年以後不再發表。

### JR貨物
近年的年間發着噸位如下表。
| 年度   | 發送噸位 | 到着噸位 | 來源   |
| ------ | -------- | -------- | ------ |
| 1998年 |          |          |        |
| 1999年 | 984,231  | 100,396  | [ 4 ]  |
| 2000年 | 909,210  | 90,896   | [ 5 ]  |
| 2001年 | 818,530  | 81,570   | [ 6 ]  |
| 2002年 | 785,374  | 77,348   | [ 7 ]  |
| 2003年 | 705,684  | 67,384   | [ 8 ]  |
| 2004年 | 691,246  | 67,444   | [ 9 ]  |
| 2005年 | 635,161  | 61,540   | [ 10 ] |
| 2006年 | 622,183  | 59,856   | [ 11 ] |
| 2007年 | 595,276  | 56,356   | [ 12 ] |
| 2008年 | 502,851  | 47,676   | [ 13 ] |
| 2009年 |          |          |        |

## 相鄰車站
東日本旅客鐵道（JR東日本）
東海道貨物線
川崎貨物－濱川崎－小田榮
※書類上此站是東海道本線支線的終點，小田榮站方向是南武線支線。
 南武線支線（濱川崎支線）
小田榮（JN 53）－濱川崎（JN 54）
 鶴見線
武藏白石（JI 07）－濱川崎（JI 08）－昭和（JI 09）

## 延伸閱讀
- 曽根悟（監修）. 朝日新聞出版分冊百科編集部（編集） , 编. . 週刊朝日百科. 38号 青梅線・鶴見線・南武線・五日市線. 朝日新聞出版. 2010-04-11.

## 外部連結
- 車站資訊（濱川崎）：東日本旅客鐵道